# دونالد ألان
دونالد ألان (بالإنجليزية: Donald Allan)‏ ولد بتاريخ 24 سبتمبر 1949 في ملبورن، هو دراج أسترالي سابق. سبق أن شارك في دورة الألعاب الأولمبية الصيفية.

## روابط خارجية
- دونالد ألان على موقع أرشيف الدراجات (الإنجليزية)
- دونالد ألان على موقع أوليمبيديا (الإنجليزية)
- دونالد ألان على موقع اللجنة الأولمبية الأسترالية (الإنجليزية)